# Kanghwaská smlouva
Kangwaská smlouva (také známá v Japonsku jako Japonsko-korejská smlouva o přátelství) byla uzavřena mezi zástupci Japonského císařství a korejského Království Čoson v roce 1876. Vyjednávání byla uzavřena 26. února 1876.
V Koreji král Kodžong s pomocí své ženy královny Min odstavil od moci svého otce Heungseona Daewonguna, který za něj dosud vládl a udržoval zemi v izolaci. Francie a Spojené státy se již několikrát během Daewongunovi vlády pokusily navázat s Koreou obchodní vztahy. Po jeho odchodu se k moci dostala řada úředníků, kteří podporovali otevření Koreje obchodu a cizincům.
V období této politické nestability Japonsko přišlo s plánem, jak otevřít Koreu a rozšířit v ní svůj vliv předtím, než to stihne evropská mocnost. V roce 1875 se plán dal do pohybu: Unjó, malá japonská válečná loď, byla bez vědomí Koreje vyslána ke korejskému pobřeží, aby ho zmapovala a demonstrovala japonskou sílu.

## Pozadí

### Nástup Daewonguna
V lednu 1864 zemřel král Čcholdžong bez dědice a Kodžong ve věku 12 let nastoupil na trůn. Král Kodžong byl příliš mladý a otec nového krále, Yi Ha-ŭng, se stal Daewongunem neboli pánem dvora a vládl Koreji ve jménu svého syna.  Původně termín Daewongun označoval jakoukoli osobu, která ve skutečnosti nebyla králem, ale jejíž syn usedl na trůn. Daewongun zahájil reformy k posílení monarchie na úkor třídy yangbanú (aristokratů).
Ještě před 19. stoletím udržovali Korejci diplomatické vztahy pouze s jeho suzerénem, čínskou dynastií Čching a sousedním Japonskem. Zahraniční obchod se omezoval hlavně na Čínu a probíhal na určených místech podél čínsko-korejské hranice  a s Japonskem přes japonskou enklávu waegwan v Pusanu.  V polovině 19. století začali obyvatelé Západu nazývat Koreu jako Poustevnické království.  Daewongun byl odhodlán pokračovat v tradiční korejské izolacionistické politice a chtěl očistit království od všech cizích myšlenek, které zemi prostoupily.  Katastrofální události v Číně, včetně první (1839–1842) a druhé opiové války (1856–1860), posílily jeho odhodlání izolovat Koreu od zbytku světa. 

### Západní zásahy
Od počátku do poloviny 19. století se západní plavidla začala častěji objevovat v korejských vodách, kde zkoumala námořní cesty a hledala obchod.  Korejská vláda byla extrémně opatrná a označovala plavidla za podivně vypadající lodě.  V důsledku toho došlo k několika incidentům. V červnu 1832 se u pobřeží provincie Hwanghae objevila loď Východoindické společnosti Lord Amherst, která zde chtěla obchodovat, ale byla odmítnuta. V červnu 1845 prozkoumala další britská válečná loď Samarang pobřeží provincií Cheju-do a Chŏlla . Následující měsíc korejská vláda podala protest britským úřadům v Guangzhou prostřednictvím čínské vlády.  V červnu 1846 tři francouzské válečné lodě spustily kotvy u pobřeží provincie Chungcheong a doručily dopis protestující proti pronásledování katolíků v zemi.  V dubnu 1854 se dvě ozbrojená ruská plavidla plavila podél východního pobřeží provincie Hamgyong a způsobila několik úmrtí a zranění mezi Korejci, se kterými se setkali. Incident přiměl korejskou vládu, aby zakázala lidem v této provincii jakýkoli kontakt s cizími plavidly.
V lednu a červenci 1866 se u pobřeží provincie Chungcheong objevily obchodní lodě s posádkou německého dobrodruha Ernsta J. Opperta.  V srpnu 1866 se u pobřeží provincie Pchjongan objevila americká obchodní loď General Sherman, která plula podél řeky Tedong do hlavního města provincie Pchjongjangu, a požádala o povolení k obchodu. Místní představitelé odmítli vstoupit do obchodních jednání a požadovali odjezd lodi. Korejský úředník byl poté unesen jako rukojmí na palubu plavidla a členové její posádky stříleli na rozzuřené korejské úředníky a civilisty na pobřeží. Posádka poté přistála na břehu a plenila město, přičemž zabila sedm Korejců. Guvernér provincie Pak Kyu-su nařídil svým silám zničit loď. Během incidentu generál Sherman najel na mělčinu a korejské síly loď podpálily a zabily celou posádku o 23 mužích.  V roce 1866, po popravě několika katolických misionářů a korejských katolíků, zahájili Francouzi trestnou výpravu proti Koreji.  V roce 1871 také Američané zahájili expedici do Koreje.  Korejci se však nadále drželi izolacionismu a odmítli vyjednávat o otevření země. 

### Japonské pokusy o navázání vztahů s Koreou
Během období Edo byly japonské vztahy a obchod s Koreou řízeny přes prostředníky z klanu Sō v Cušimě. V Tongnae poblíž Pusanu bylo povoleno udržovat japonskou základnu zvanou waegwan. Obchodníci byli omezeni na základnu a žádný Japonec nesměl cestovat do korejského hlavního města v Soulu. Během Obnovení Meidži na konci roku 1868 informoval člen Sō daimyō korejské úřady, že byla ustanovena nová vláda a že z Japonska bude vyslán vyslanec. 
V roce 1869 vyslanec Meidžiho vlády dorazil do Koreje a přinesl dopis s žádostí o vyslání delegace dobré vůle mezi oběma zeměmi. Obsahoval pečeť vlády Meidži, která se lišila od pečetě, které byly pro rodinu Sō schváleny korejským dvorem. Dopis také používal znak ko (皇) místo znaku taikun (大君) když odkazoval na japonského císaře. Korejci používali tento znak pouze k označení čínského císaře a vyložili si jej jako znamení nadřazenosti japonského vládce nad korejským králem, což by z korejského panovníka učinilo vazala nebo poddaného japonského vládce. Japonci však jen reflektovali svou vnitropolitickou situaci, kdy šóguna nahradil císař. Korejci byli stále v sinocentrickém světě, ve kterém Čína rozhodovala o mezistátních vztazích, a v důsledku toho odmítli vyslance přijmout. 

## Kangwhadský incident

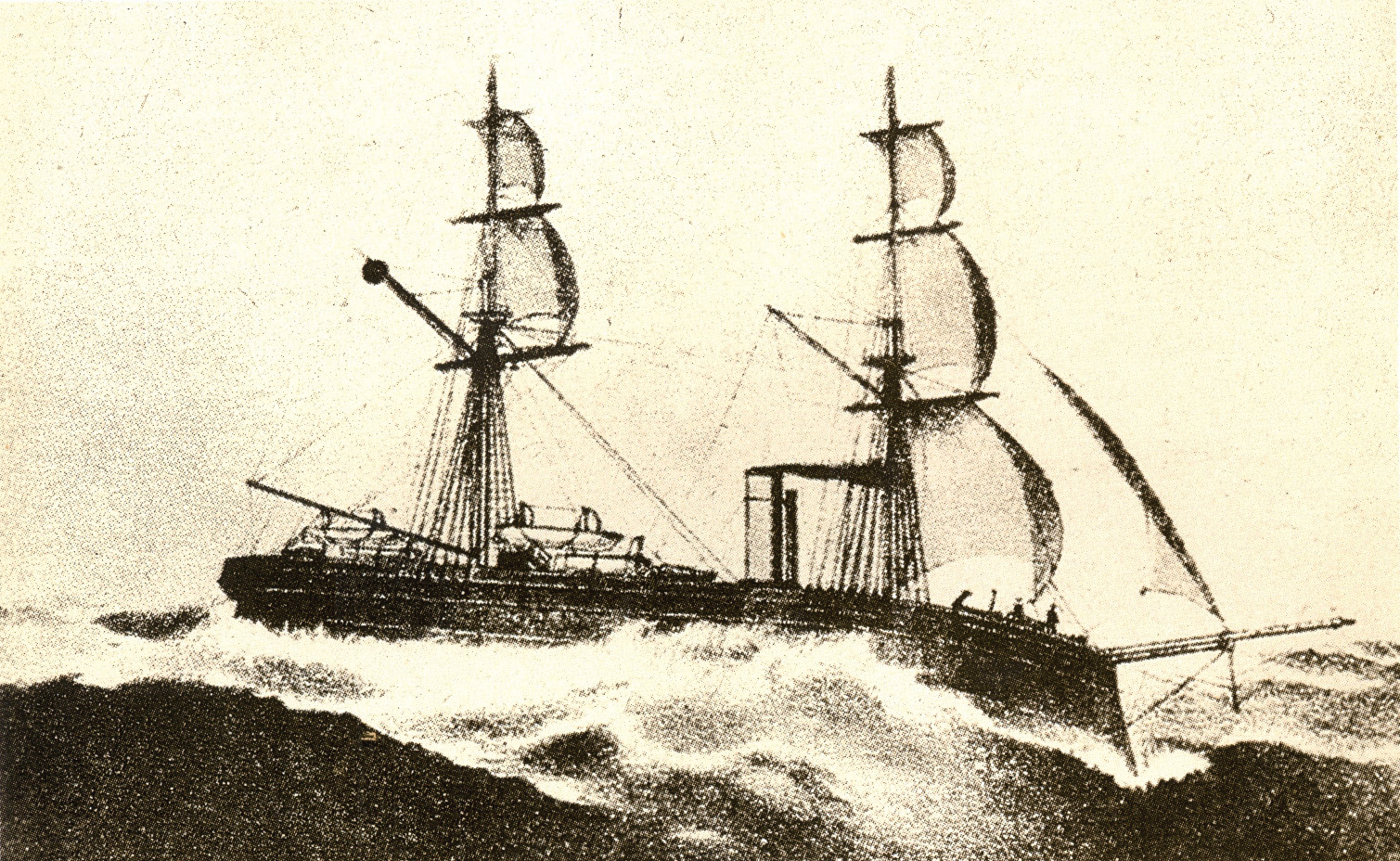
Japonský dělový člun Unjó

Ráno 20. září 1875 zahájil japonský dělový člun Unjó průzkum západního pobřeží Koreje. Loď dorazila k ostrovu Ganghwa, který byl v předchozím desetiletí místem násilných střetů mezi Korejci a zahraničními silami. Vzpomínky na tyto střety byly velmi čerstvé a nebylo pravděpodobné, že by korejská posádka střílela na jakoukoli blížící se cizí loď. Přesto velitel Inoue nařídil, aby se na vodu spustil člun a na břeh na ostrově Kanghwa poslal část posádky, aby zažádala o vodu a zásoby.
Korejské pevnosti zahájily palbu. Unjó využila svou mocnější palebnou sílu a umlčela korejské zbraně. Po bombardování korejských opevnění zapálila skupina vyslaná na pobřeží několik domů a zúčastnila se přestřelky s korejskými jednotkami. Japonci byli vyzbrojeni moderními puškami a rychle porazili Korejce, kteří měli doutnákové muškety. Třicet pět korejských vojáků bylo zabito. Unjó pak zaútočila na další korejskou pevnost na ostrově Yeongjong a stáhla se zpět do Japonska.
Zprávy o incidentu se k japonské vládě dostaly až o osm dní později, 28. září, a následující den se vláda rozhodla vyslat do Pusanu válečné lodě, aby ochránila japonské obyvatele. V rámci japonské vlády také probíhaly debaty o tom, zda vyslat do Koreje delegaci, která by incident urovnala, či nikoli. 

## Ustanovení smlouvy

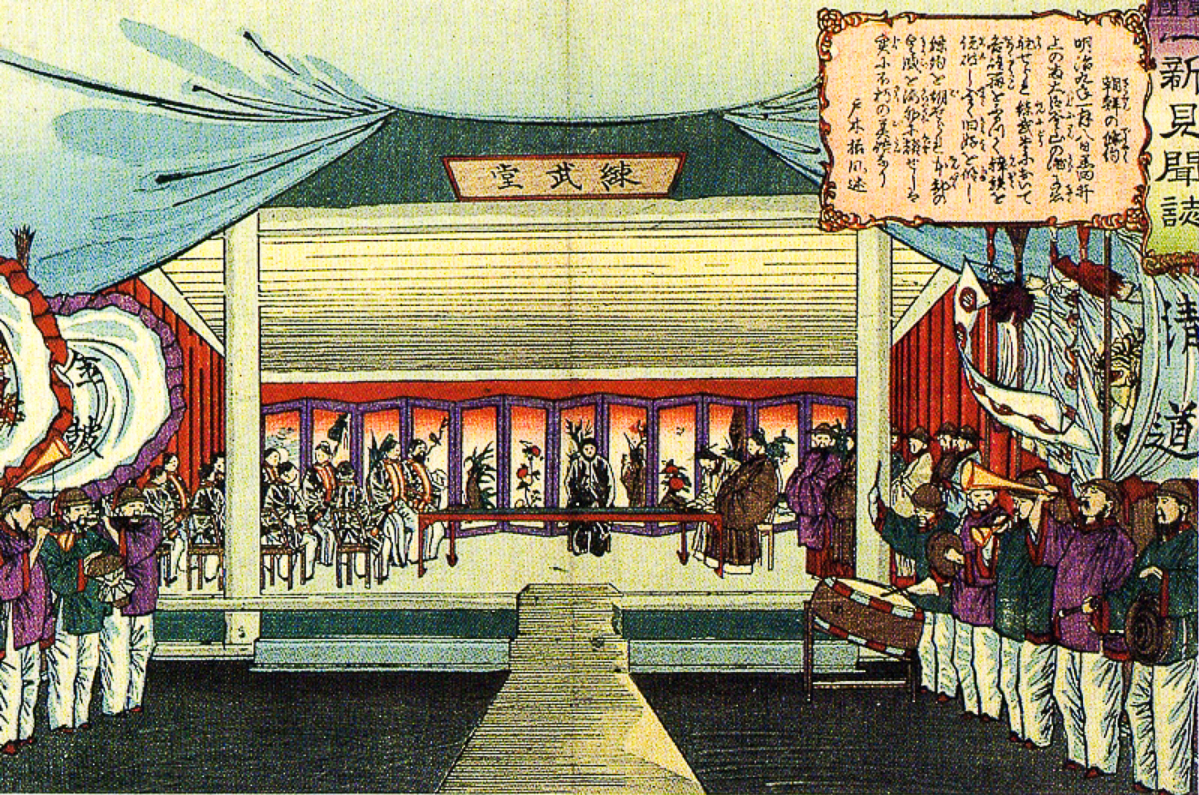
Japonská malba z roku 1880 vyobrazující podepsání smlouvy

Japonsko a Korea podepsaly „Japonsko-korejskou smlouvu o přátelství“ 26. února 1876. Japonsko využilo diplomacii dělových člunů, aby přinutilo Koreu k podpisu této nerovné smlouvy . Smlouva otevřela Koreu právě tak, jako flotila černých lodí komodora Matthewa Perryho otevřela Japonsko v roce 1853. Ukončila status Čosonu jako tributárního státu dynastie Čching a otevřela tři přístavy pro japonský obchod. Smlouva také poskytla japonským občanům mnohdy stejná práva (např. exteritorialita), kterým se v Japonsku těšili obyvatelé Západu.
Hlavními vyjednavači smlouvy byli Kuroda Kijotaka, ředitel kolonizačního úřadu Hokkaidó, a Shin Heon, generál/ministr korejské dynastie Joseon.
Články smlouvy byly následující:
- Článek 1 stanovil, že Korea je svobodný národ, "nezávislý stát, který disponuje stejnými právy jako Japonsko".
- Článek 2 stanovil, že Japonsko a Korea si do patnácti měsíců učí vyslance a budou mít trvale diplomatické delegace v obou zemích.
- Článek 3 určil jakými jazyky budou diplomatické sbory obou zemí komunikovat: Japonsko japonštinou a klasickou čínštinou a Korea klasickou čínštinou.
- Článek 4 ukončil století starou roli Cušimi, jakožto diplomatického prostředníka, zrušením všech dohod mezi Koreou a Cušimou.
- Článek 5 určil Pusan jako místo obchodu s Japonskem. Dále vyzval k výběru dalších dvou přístavních měst v provinciích Kyongsang, Kjonggi, Chungcheong, Cholla, and Hamgyong.
- Článek 6 zajišťuje pomoc lodím, které uvíznou nebo ztroskotají na japonském či korejském pobřeží.
- Článek 7 povoluje japonským lodím mapovat korejské pobřeží.
- Článek 8 povoluje japonským obchodníkům bydlet a neomezeně obchodovat a za tímto účelem pronajímat budovy a půdu v otevřených přístavech.
- Článek 9 garantoval svobodu podnikání a obchodu bez omezení ze strany Japonska i Koreje.
- Článek 10 zaručoval japoncům právo exteritoriality, což byla asi nejzavrhovanější část západních nerovných smluv, která cizincům umožňovala téměř beztrestně páchat zločiny. Zároveň implikovala, že jsou místní zákony primitivní, nespravedlivé nebo obojí.

## Důsledky
Později se ukázalo, že Kangwaská smlouva byla jen první z mnoha nerovných smluv podepsaných Koreou. Udělila extrateritoriální práva japonským občanům v Koreji a přinutila korejskou vládu otevřít Japonsku tři přístavy: Pusan, Inčchon a Wonsan. S podpisem své první nerovné smlouvy se Korea stala zranitelnou vůči vlivu imperialistických mocností a později smlouva vedla k anektování Koreje Japonskem.